# Río Jatibonico del Sur
El Jatibonico del Sur es un río de Cuba que nace a 1 km al sur del pueblo de Iguará, en las coordenadas 22°13′ N y 79°14′ O, a 220 m de altitud.

## Recorrido
Nace en las alturas del municipio de Santa Clara, en un ojo de agua que corre hacia el norte y al sur, dando lugar al nacimiento de dos ríos: Jatibonico del Norte y Jatibonico del Sur.

### Desembocadura
Desemboca en la punta de Jatibonico, en una zona baja y pantanosa, 15 km al sur del poblado El Jíbaro, en la llanura del Jíbaro, en los 21°33′ N y 79°09′ O. Se extiende por 119,5 km con una velocidad de 8,48 m³/s. Corre en dirección nornoreste-sursudoeste y tiene cinco afluentes. Sus aguas son utilizadas para el riego del arroz. Constituye un límite entre los municipios de Taguasco y Jatibonico y entre este último y La Sierpe.

## Curiosidades
El 13 de julio de 1494, Cristóbal Colón en su segundo viaje a América, ofrece la primera misa que se tiene conocimiento en Cuba, en la desembocadura de este río, en ocasión del bojeo por la costa sur de la isla. Existe una pintura del francés Pharamond Blanchard llamada La primera misa en América (siglo XV) Misa en Cuba en 1494, segundo viaje de Colón a La Habana que retrata la escena; aunque la primera misa católica documentada en el continente americano fue en enero de ese mismo año en La Isabela, en la actual República Dominicana.